# Step Brothers
Step Brothers (Hermanos por pelotas en España y Hermanastros en Hispanoamérica) es una película de 2008 dirigida por Adam McKay y protagonizada por Will Ferrell y John C. Reilly.

## Sinopsis
Aunque Brennan Huff (Will Ferrell) tiene casi cuarenta años, sigue viviendo con su madre Nancy (Mary Steenburgen) y se conforma con conseguir, de vez en cuando, empleos esporádicos. Dale Doback (John C. Reilly), es un tarado profesional de cuarenta años que vive con su padre, Robert (Richard Jenkins). Cuando Nancy y Robert se casan, los dos parásitos se ven obligados a compartir casa, pero, debido a su narcisismo y a su agresiva pereza se establece entre ellos una competencia que llega a enturbiar la relación entre sus padres.

## Reparto
- Will Ferrell como Brennan Huff.
- John C. Reilly como Dale Doback.
- Mary Steenburgen como Nancy Huff.
- Richard Jenkins como Dr. Robert Doback.
- Adam Scott como Derek.
- Kathryn Hahn como Alice.
- Andrea Savage como Denise.
- Lurie Poston como Tommy.
- Elizabeth Yozamp como Tiffany.
- Logan Manus como Chris Gardoki.
- Travis T. Flory como el chico pelirrojo.
- Lili Rose McKay como la niña de 7 años.
- Shira Piven como la doctora.
- Seth Morris como el doctor.
- Wayne Federman como el ciego.
- Maria Quiban como la presentadora de televisión.
- Danielle Schneider como la recepcionista.
- Gillian Vigman como Pam Gringe.
- Brian Huskey como el entrevistador.
- Adam McKay como el hombre sin gafas.
- Seth Rogen como el director técnico.
- Chris Henchy como el primer comprador de casas.
- Mary Catherine Hamelin como la primera compradora de casas.
- Ian Roberts como el terapeuta.
- Erica Vittina Phillips como la segunda compradora de casas.
- Phil LaMarr como el segundo comprador de casas.
- Rob Riggle como Randy.
- Jason Davis como TJ.
- Paula Killen como la agente de alquiler.
- Ken Jeong como el agente de empleo.
- Horatio Sanz como el líder cantante.
- Kyle Felts como el mezclador de vinos.
- Jake Szymanski como el proveedor de comida.
- Matt Walsh como el chico bebido.
- Dmitri Schuyler-Linch como Derek, el niño de 6 años.
- Bryce Hurless como Brennan, el niño de 9 años.
- Brent White como el paciente de la terapia.
- Don Abernathy como el lujoso hombre de negocios.
- Erin Affourtit como el dependiente del almacén.
- Jeffrey Ashkin como Catalina, la invitada a la mezcla de vinos.
- Denise Bradley como la crítica del recital.
- Pete Brown como el piloto del helicóptero.
- Troy Butcher como el futbolista.
- Jeremy Clark como el compañero futbolista de Derek.
- James Collins como el chico de la mesa.
- John D. Crawford como el transportista Bekins.
- Michael Dane como el invitado a la fiesta de Derek.
- Craig A. Dunlop como uno de la audiencia.
- Krystal Ellsworth como la bailarina atractiva.
- Justin Fix como un chico corista.
- Charlie Gelbart como la chica del helicóptero.
- Tommy Gerrits como el chico del parque.
- Larry Goldstein como Maitre D'.
- Carol Ilku como la propietaria de la tienda.
- Amanda Lee Jacoby como la estudiante de los 80.
- Christopher Karl Johnson como el invitado de la boda que baila.
- Breaunna Lake como una estudiante.
- Gregg Lee como un invitado a la mezcla de vinos.
- Michelle Lenhardt como la lujosa vendedora.
- Tara Macken como la gimnasta del instituto.
- Debbie Prokop como la invitada de la boda que baila.
- Alex Pulido como el chico del parque infantil.
- Kate Rappoport como la chica del parque infantil.
- Jarrod Robbins como el camarero.
- Sandra Rosko como una estudiante.
- Erinn Selkis como la mujer del helicóptero.
- Laimarie Serrano como la esposa de TJ.
- Steve Silverie como Donnie Huff.
- Micah Sudduth como un corista.